# Schattbergschanze
Die Schattbergschanze in Kitzbühel besteht aus mehreren Skisprungschanzen. Sie liegt südöstlich des Orts, am Schattberg, einem Vorrücken des Hahnenkamm. Zur Anlage gehören vier kleinere Schanzen der Kategorien K 10, K 20, K 35 und K 45.

## Geschichte
Der Schattberg wurde bereits im Jahr 1525 im Kontext der Beschwerdeartikel des Tiroler Bauernkriegs als Schadperg genannt.
Die Kitzbüheler errichteten im Herbst 1904 eine neue Schisprunganlage. Die Schisprungschanze wurde aus eigener Hand von Franz Reisch fit gemacht, wurde sie und ihre spätere Vergrößerung auf Jahre hinaus eine immer wieder besonders von den Münchnern und Innsbruckern aufgesuchte Trainingsanlage. Am 1. Schattberg wies der Sprunghügel ein sehr günstigen Neigungsverhältnisse auf und übertraf mit dem Mittelgefälle von 1:2,23 (23 Grad 1‘) und dem stärksten Gefälle von 1:1,88 (28 Grad 1‘) den berühmten norwegischen Holmenkol. In dieser Zeit war die Schattbergschanze der erste künstliche Sprunghügel in Tirol. Vom 14. bis 16. Jänner 1905 fand die 1. Tiroler Skimeisterschaften in Kitzbühel statt. Das Springen auf Seniorenschanze am Schattberg gewann der Johann Wallner mit 12,5 Meter und stand den Sprung als einziger sturzfrei. Die Schanze weist eine Sprungwallhöhe von 1,5 m auf, eine Anlaufneigung von 20 Grad und eine Ablaufneigung von 28 Grad. Ein Jahr später fand am 21. Jänner 1906 ein Springen im Rahmen eines Wintersportfestes statt. Es wurden nur die gestandenen Sprünge gewertet.
Am 6. Jänner 1907 wurden vom Kitzbüheler Ski Club (K.S.C.) auch anlässlich der 1. österreichischen Skimeisterschaften die Wettbewerbe im Schisprung (bzw. Nordische Kombination) durchgeführt, seinerzeit gewann der Freiburger Rudolf Biehler mit einer Weite von etwa 20 m. Mit seinem Bruder Bruno Biehler führte er – wie auch Viktor Sohm (Bregenz) und Karl Gruber (München) – einen legendären Doppelsprung aus. Die Kitzbühelerin Paula von Lamberg, genannt die „schwebende Gräfin“ sprang im Jahr darauf, 1908, „im langen Rock und tadelloser Haltung“ beachtliche 24 m. Aus dieser Zeit begründet sich der Ruf Kitzbühels als Hochburg des Skisprungs, der sich bis in die 1940er hielt.
Zwischen 1921 und 1924 wurde die Grubschanze gebaut und am 6. Jänner 1924 eingeweiht. Am 8. Februar 1925 gewann Ole Reistad das Skispringen auf der Grubschanze mit einer Weite von 49 Metern und kürte sich zum Meister von Deutschland und Österreich im Rahmen der ersten deutsch-österreichischen Skimeisterschaft. Am 18. September 1929 wurde beschlossen, die Bobbahn nicht zu bauen, sondern bei Burgstall die Burgstallschanze. 1930 fand das Eröffnungsspringen der Burgstallschanze statt, das Josef Sailer gewann. Die neue Schanze wurde nach den Plänen des Kitzbühelers Hans Zimmermann gebaut und galt zu der Zeit als sicherste Schanze in Europa und war die erste in Österreich, die nach aerodynamischen Gesetzen errichtet wurde. Diese Schanze wurde aber 1952 von einem Erdrutsch zerstört, und Kitzbühel verlor damit den Anschluss an die internationalen Serien – eine Aufnahme in die seinerzeitige deutsch-österreichische Springertournee war überlegt worden – und im Schisprung insgesamt an Bedeutung. Nachdem erste Versuche 1966/67 die Grubschanze zu reaktivieren gescheitert waren, wurden mit Unterstützung von Erwin Steidl, Immobilien-Unternehmer im Ort, die beiden neuen Schanzen am Schattberg K45 und K35 im Jahr 1975 errichtet.
Im Sommer 1996 wurde durch den Sprunglaufreferenten Anderl Feyrsinger und mit vielen Helfern die Schanzenanlage überarbeitet. Es wurden Geländekorrekturen vorgenommen und ein neuer Anlaufturm aus Holz errichtet. Außerdem wurde für den Nachwuchs die K15-Schanze gebaut. Zwei Jahre später im Herbst 1998 wurde für die Schattbergschanze die Kleinbeschneiungsanlage genehmigt und gekauft. Es kam wegen der zu hohen Kosten zu keiner Mattenbelegung. Im Herbst 1999 gab es Probleme mit der Anlaufgeschwindigkeit. Bei der Großen Schattbergschanze K45 wurde der hölzerne Anlaufturm erhöht und die Anlaufspur steiler gestaltet. Auch die mittlere Schanze K35 erhielt eine Adaptierung im Bereich der Anlaufspur und am Schanzentisch. Am 19. Mai 2003 kam es zu einer Begehung der Verantwortlichen des KSC und mit Toni Innauer vom ÖSV um die Entwicklung eines kurz-, mittel- und langfristigen Entwicklungsplanes der Schattbergschanze. Vom 12. bis 14. Dezember 2006 wurde die neue sanierte Schattbergschanze mit neuen Anlauftürmen mit einem Nachtspringen neu eröffnet. In der Saison 2006/07 wurden zwei kleinere Mattenschanzen errichtet (K 10, K 20), auf denen Kinder- und Schülerbewerbe veranstaltet werden konnten und Ganzjahresbetrieb möglich ist. Die Schanzen wurden am 9. Jänner 2007 von Toni Innauer neu eröffnet. Zwischen 2011 und 2012 erfolgte ein neuerlicher Umbau.

## Heutiger Sprungbetrieb
Das Sprungzentrum Schattberg ist heute nurmehr von regionaler Bedeutung. Auf den vier Schanzen findet der Tiroler Landescup statt, sonst herrscht örtlicher Trainingsbetrieb des K.S.C. für den östlichen Tiroler Raum, im Besonderen der Altersstufen Kinder und Schüler, die die neuen Mattenschanzen ganzjährig nutzen können.
Aktueller Rekordhalter ist Gregor Schlierenzauer mit 51,5 m.